# State of Mind (jeu vidéo)
Pour les articles homonymes, voir State of Mind.
State of Mind est un jeu vidéo d'aventure développé et édité par Daedalic Entertainment, sorti en 2018 sur Windows, Mac, Linux, Nintendo Switch, PlayStation 4 et Xbox One. Le jeu propose une esthétique low poly.

## Accueil
- Adventure Gamers : 2,5/5[1]
- Jeuxvideo.com : 15/20[2]